# Ahney Her
Ahney Her, all'anagrafe Whitney Cua Her (Lansing, 13 luglio 1992), è un'attrice statunitense.
Compare per la prima volta sugli schermi nel film Gran Torino di Clint Eastwood (2008), interpretando Sue Lor, ragazza appartenente al gruppo etnico Hmong che vive con la sua famiglia nella casa di fianco a quella del signor Walt Kowalski, interpretato dallo stesso Clint Eastwood.

## Filmografia

### Cinema
- Gran Torino, regia di Clint Eastwood (2008)
- Night Club, regia di Sam Borowski (2011)
- Batman v Superman: Dawn of Justice, regia di Zack Snyder (2016)

## Doppiatrici italiane
Nelle versioni in italiano delle opere in cui ha recitato, Ahney Her è stata doppiata da:
- Valentina Mari in Gran Torino